# KK Koper
KK Koper je slovenski košarkaški klub iz grada Kopra. Osnovan je 1926., a trenutačno je član 1. A slovenske košarkaške lige. Nastupaju u dvorani ŠD Bonifika, koja ima kapacitet od 3,500 sjedećih mjesta. 

## Vanjske poveznice
- Službena stranica
- Profil na Eurobasket.com